# Filiberto di Jumièges
San Filiberto abate, o Filiberto di Jumièges o Filiberto di Tournus (Elusa, 616 circa – Noirmoutier-en-l'Île, 685), è stato il fondatore delle abbazie di Jumièges, Pavilly e Noirmoutier ed è venerato come santo dalla Chiesa cattolica. Fu tra i principali esponenti dell'opposizione aristocratica ai tentativi egemonici di Ebroino e dei sovrani merovingi.

## Biografia

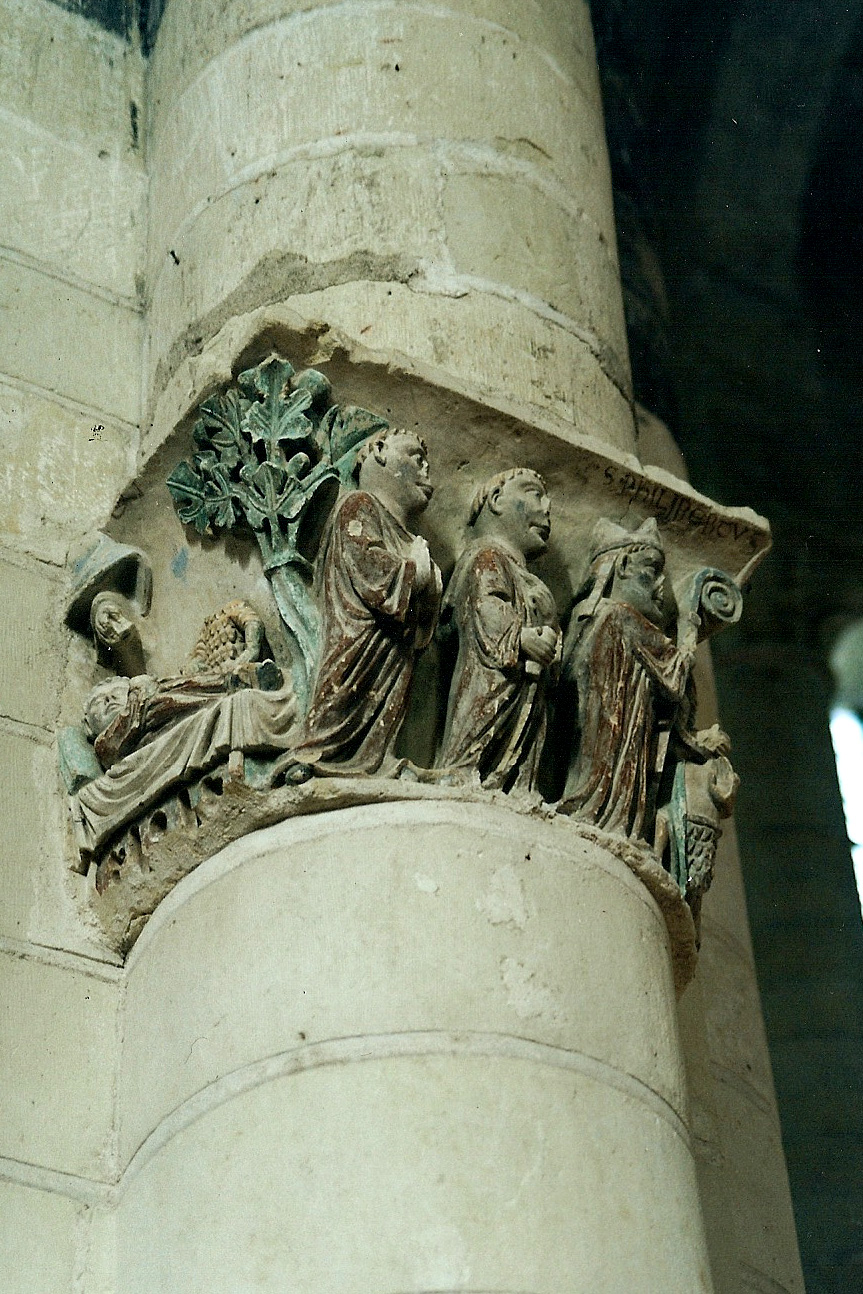
San Filiberto raffigurato in capitello nella chiesa di Notre-Dame de Cunault

Nato da una nobile famiglia Guascone (il padre, Filibaldo, divenne vescovo di Aire dopo essere rimasto vedovo), Filiberto venne inviato ancora giovane presso la corte di Dagoberto I e venne educato presso la scuola palatina, insieme ai santi Audoeno e Vandregisilo.
Nel 636 si fece monaco presso l'abbazia di Rebais, appena fondata da sant'Audoeno, e nel 650 ne divenne abate. Per approfondire la conoscenza della tradizione monastica, si dedicò lungamente allo studio delle Regole monastiche più antiche e intraprese un viaggio che lo portò a visitare le principali abbazie sorte negli ultimi anni (Luxeuil, Bobbio).
Al termine del suo viaggio, Filiberto si recò da Audoeno, che nel frattempo era diventato vescovo di Rouen e stava favorendo la diffusione della vita monastica nella sua diocesi: nel 654 su un terreno donato da Clodoveo II e dalla regina Batilde fondò l'abbazia maschile di Jumièges intitolata a San Pietro e nel 662 una femminile a Pavilly.
Nel 675, per essersi opposto al ritorno al potere del maggiordomo di palazzo Ebroino, fu costretto all'esilio: dopo un breve periodo di reclusione, raggiunse Poitiers dove il vescovo Ansoaldo gli consentì di fondare un nuovo monastero sull'isola di Noirmoutier, al largo delle coste della Vandea, popolata da un gruppo di monaci di Jumièges e divenuta presto importante anche per la produzione di sale.
Nel 684, morto Ebroino, Filiberto poté finalmente tornare nell'abbazia di Jumièges, ma presto preferì tornare a Noirmoutier, dove si spense l'anno successivo e venne sepolto: le sue reliquie vennero poi traslate a Déas, poi a Cunault, a Messay, a Saint-Pourçain-sur-Sioule e infine a Tournus, dove arrivarono nell'875.
Memoria liturgica il 20 agosto.